# Асылов, Куаныш Жумабекович
Асылов Куаныш Жумабекович (каз. Асылов Қуаныш Жұмабекұлы; род. 14 марта 1973 в городе Алма-Ата) – политический государственный служащий, Первый заместитель акима города Шымкент, Государственный инспектор Администрации Президента Республики Казахстан (2019-2023). Магистр юридических наук. Владеет казахским, русским, английским языками.

## Биография
Родился 14 марта 1973 года в  городе Алма-Ата.

## Образование
Выпускник Казахского Национального Университета им. Аль-Фараби, магистр юридических наук (2002). В 2011 году завершил обучение в Сэнфордской школе государственной политики, Университет Вашингтона Дюка (США).

## Карьера
- 1996-2002 - руководящие должности в бизнес-структурах;
- 2002 - 2006 - служба в государственных органах;
- 2006 - 2010 - заведующий сектором официальных мероприятий и внешних связей Управления делами Президента Республики Казахстан [1];
- 2011 - 2013 - директор центра по исследованию финансовых нарушений  Счётного Комитета Республики Казахстан[2].., председатель финансово-экономического совета центра по исследованию финансовых нарушений Счётного комитета по контролю за исполнением республиканского бюджета;
- 2013 - 2014 - председатель Комитета по делам молодежи Министерства образования и науки Республики Казахстан, председатель общественного совета по профилактике и противодействию коррупции в сфере государственной молодежной политики;
- 2014-2017 - председатель Комитета общественно-политической работы и языковой политики Министерства культуры и спорта Республики Казахстан [3].., Председатель экспертного совета по государственным символам и геральдическим знакам Республики Казахстан;
- 2017 - 2018 - заведующий общественно-политическим сектором Администрации Президента Республики Казахстан [4];
- 2018 - 2019 - первый заместитель заведующего аналитическим центром Администрации Президента Республики Казахстан;
- 2019 - 2023 - Государственный инспектор Администрации Президента Республики Казахстан [5];
- с января 2023 года - первый заместитель акима города  Шымкент[6]..

## Прочие должности
- Первый Вице-Президент Казахстанской Федерации Профессионального Бокса[7].., кандидат мастера спорта по боксу
- Президент Ассоциации выпускников Академии государственного управления при Президенте Республики Казахстан

## Награды
- Кавалер Ордена «Құрмет»
- Государственные медали «Ерен еңбегі үшін», «25 лет КНБ РК» Комитета национальной безопасности Республики Казахстан